# Наньпаньцзян
Наньпаньцзян (кит. 南盘江) — река в южном Китае. Её истоки находятся в Чжаньи, что в Цюйцзине провинции Юньнань, в уезде Ванмо Цяньсинань-Буи-Мяоского автономного округа провинции Гуйчжоу сливается с рекой Бэйпаньцзян, образуя реку Хуншуйхэ.
На границе Хунхэ-Хани-Ийского и Вэньшань-Мяо-Чжуанского автономных округов над рекой проложен железнодорожный мост с самым длинным в мире пролётом — 416 метров. Общая протяжённость моста — 852 метра.